# Knut Nystedt
Knut Nystedt, né le 3 septembre 1915 à Oslo et mort le 8 décembre 2014 dans cette même ville, est un compositeur, organiste, chef de chœur et pédagogue norvégien.

## Biographie
Il est né à Christiania (Oslo depuis 1925) dans une famille chrétienne où musique classique et musique religieuse étaient présentes chaque jour. La plupart de ses compositions pour chœurs ou voix solistes sont écrites sur des textes sacrés ou des textes de la Bible. La musique sacrée ancienne, en particulier Palestrina et le chant grégorien, l'ont beaucoup influencé. Il étudie la composition avec Bjarne Brustad et Aaron Copland, l'orgue avec Arild Sandvold et Ernest White, et la direction avec Øivin Fjelstad. Il est organiste de l'église de Torshov à Oslo de 1946 à 1982, et professeur de direction de chœur à l'université d'Oslo de 1964 à 1985. Il dirige le Norske Solistkoria (« Chœur des solistes norvégiens ») de 1950 à 1990, avec des tournées mondiales. Il enregistre, avec ce choeur, "Musique chorale norvégienne", comprenant des oeuvres de lui-même et de Johan Kvandal, Egil Hovland, Bjarne Slogedal, Thomas Beck, Sparre Olsen, Eivind Groven, David Monrad Johansen.
Comme compositeur, il joue un rôle central à travers une longue période où les courants musicaux n'ont cessé d'évoluer rapidement. Il montre une remarquable aptitude à adapter les nouvelles découvertes à son propre style, très personnel, riche en couleurs et en même temps délicatement nuancé.
Selon Robert Cushman (auteur du texte de la pochette du disque "Musique chorale norvégienne"), "son austère et déchirant De Profondis (1964) se situe exactement à la charnière des "aînés" et des "cadets". Peut-être est-ce pour cette raison qu'il est aussi à l'aise dans le sacré - où son idiome est délibérément moderne - que dans le style folklorique".
En 1988, il écrit une pièce pour chœur à cappella, sa composition la plus connue : Immortal Bach. On y entend d'abord le choral Komm, süsser Tod BWV 478 de Jean-Sébastien Bach, livré sans altération par l'ensemble du chœur. Trois phrases :
Viens, douce mort! Komm, süsser Tod!
Viens, repos éternel! Komm, sel'ge Ruh!
Viens, guide-moi vers la paix. Komm, führe mich in Friede!
Une fois le thème exprimé le chœur se divise en sous groupes en étirant le thème, juxtaposant des mesures, tuilage sonore pour un effet extrêmement puissant.

## Œuvres

### Œuvres chorales
- A hymn of human rights, op. 95 pour chœur mixte, orgue et percussion
- A song as in the night, op. 149 pour solistes, chœur, flûte, cordes et percussion
- Apocalypsis Joannis, op. 155, symphonie pour solistes, chœur et orchestre
- Adoro te, op. 107, pour chœur mixte (SSAATTBB) a cappella
- Landstad-kantate, op. 27 pour mezzo-soprano, baryton, chœur SATB et orgue
- All the Ways of a Man pour chœur mixte (SATB) a cappella
- Astri, mi Astri, chansons traditionnelles norvégiennes pour chœur mixte
- Christmas Carols, pour chœur mixte et montres
- Cry Out and Shout, pour chœur mixte (SSATTB) a cappella
- De Profundis (1964), pour choeur mixte a cappella
- But the Path of the Just pour chœur mixte
- O Crux pour chœur a cappella (SSAATTBB)
- Pale sine honur "Les poussins de Paul", (Etter Talleiv Roysland) pour choeur mixte a cappella
- Stabat Mater, op 111, pour chœur mixte (SATB) et violoncelle solo

### Œuvres orchestrales
- Concerto Arctandriae, op. 128 pour orchestre à cordes
- Concerto pour cor et orchestre, op. 114
- Concerto Grosso, op. 17b pour trois trompettes et orgue ou piano
- Concerto Sacro, op. 137 pour violon et piano
- Festival Overture, op. 25

### Orgue solo
- Exultate, op. 74
- Le verbe eternel, op. 133
- Prélude Héroïque, op. 123
- Resurrexit, op.68
- Suite d'orgue, op. 84
- Toccata, op. 9
- Tu es Petrus
- Two Organ Pieces (from Apocalypsis Joannis, op. 155)
- Amazing Grace
- Beati
- Variasjoner over folketonen "Med Jesus vil eg fara", op. 4
- Veni Creator Spiritus Partita, op. 75

## Discographie
- Musique chorale norvégienne - Norwegische Chormusik (oeuvres de Nystedt, Kvandal, Hovland, Slogedal, Beck, Olsen, Groven, Johansen) par le Choeur de Solistes Norvégiens, direction : Knut Nystedt. Philips (coll. Musique contemporaine) 839.265 DSY